# Corey Neilson
Corey Kevin Neilson (* 22. August 1976 in Oromocto, New Brunswick) ist ein ehemaliger kanadisch-britischer Eishockeyspieler und heutiger -trainer. Seine Söhne Cade und Logan spielen international ebenfalls für Großbritannien.

## Karriere
Corey Neilson begann seine Karriere als Eishockeyspieler in seiner kanadischen Heimat. 1993 wurde er bei der OHL Priority Selection von den North Bay Centennials in der dritten Runde gedraftet. Bereits in seiner ersten Spielzeit in North Bay gewann er mit den Centennials den J. Ross Robertson Cup, die Meisterschaft der Ontario Hockey League und wurde auch in das First All-Rookie-Team der Liga gewählt. Daraufhin wurde beim NHL Entry Draft 1994 von den Edmonton Oilers in der dritten Runde ausgewählt, verblieb aber weiter in North Bay. Nachdem er in den folgenden Jahren auch für andere Teams aus der OHL aktiv war, aber keine weiteren Titel erringen konnte, wechselte er 1997 zu den Quad City Mallards, mit denen er auf Anhieb den Terry Cup und den Colonial Cup der United Hockey League erringen konnte. In dieser Spielzeit absolvierte er auch einige Spiele für die Portland Pirates in der American Hockey League. Anschließend ging er erstmals nach Europa, wo er für den EC Timmendorfer Strand in der Nordstaffel der 1. Eishockey-Liga, der damals dritthöchsten deutschen Spielklasse, auf dem Eis stand. Mit dem Team von der Ostseeküste konnte er zwar die Qualifikationsrunde zur 2. Bundesliga erreichen, scheiterte dort aber deutlich.
1999 kehrte er nach Nordamerika zurück und spielte die nächsten drei Jahre bei den Louisiana IceGators in der East Coast Hockey League. In der ersten Spielzeit dort gelang ihm mit seiner Mannschaft der Einzug in das Playoff-Finale um den Kelly Cup, das aber gegen die Peoria Rivermen mit 2:4 Spielen verloren wurde. 2002 zog es ihn dann in die United Hockey League zurück, wo er ein Jahr lang bei den Elmira Jackals spielte, aber auch zu einigen Einsätzen beim AHL-Team Syracuse Crunch kam. Bereits nach einem Jahr wechselte er aber in die ECHL zurück und spielte dort die nächsten drei Jahre zunächst für die Pensacola Ice Pilots und im Frühjahr 2006 für die Florida Everblades. Während er 2004 als Verteidiger des Jahres in das First-All-Star-Team gewählt wurde, reichte es 2005 noch zur Wahl in das Second-All-Star-Team. 2006 wagte er erneut den Sprung nach Europa und wechselte zu den Nottingham Panthers in die Elite Ice Hockey League, bei denen er bis zu seinem Karriereende 2013 spielte. Mit den Panthern, deren Spielertrainer er seit 2008 war, gewann er 2007, 2011, 2012 und 2013 die Playoffs der EIHL. 2013 wurde er aufgrund des Hauptrundengewinns auch britischer Meister. Zudem gelang ihm mit seiner Mannschaft 2008, 2010, 2011, 2012 und 2013 auch der Sieg im Challenge Cup der EIHL. Neilson gehörte beständig zu den offensivstärksten Verteidigern in der britischen Eliteklasse: In seiner zweiten Spielzeit in Nottingham war er als bester Vorbereiter und Scorer unter den Verteidigern in der EIHL in das Second-All-Star-Team gewählt worden. Auch 2009 verschaffte ihm seine Leistung als bester defensiver Torevorbereiter eine Nominierung für das Second-All-Star-Team. 2011 wurde er zum dritten Mal in das Second-All-Star-Team gewählt. Grundlage war erneut seine Leistung als bester defensiver Vorbereiter und Scorer der Liga. 2012 hatte er erneut die meisten Assists unter den Verteidigern zu verbuchen und wurde diesmal sogar für das First-All-Star-Team der EIHL nominiert.

### International
Nach seiner Einbürgerung nahm Neilson für Großbritannien an den Weltmeisterschaften 2011 und 2012 in der Division I teil. Für seine Heimat Kanada hatte er in der Saison 1999/2000 zwei Länderspiele bestritten.

### Trainertätigkeit
Bereits seit 2008 war Neilson Spielertrainer bei den Nottingham Panthers. In dieser Zeit gewann er mit der Mannschaft neben der britischen Meisterschaft 2013 und den Playoffs der Elite Ice Hockey League 2011, 2012 und 2013 auch 2010, 2011, 2012 und 2013 den Challenge Cup der EIHL. Nach Ende seiner aktiven Karriere 2013 blieb er als Cheftrainer bei den Panthern und gewann 2014 erneut den Challenge Cup. Bei den Weltmeisterschaften 2014, 2017, 2018 und 2019 war er Assistenztrainer der britischen Nationalmannschaft (bis 2018 in der Division I, 2019 in der Top-Division). Anschließend war er 2021 (gemeinsam mit Adam Keefe) und 2022 Cheftrainer der Briten in der Top-Division. 
Zur Saison 2018/19 wechselte Neilson zum deutschen Eishockey DEL2-Klub Lausitzer Füchse. Nach einer Serie von 9 Niederlagen aus 10 Spielen wurde Corey Neilson am 1. Februar 2021 mit sofortiger Wirkung von seinen Aufgaben entbunden. Im Februar 2022 wurde Neilson Nachfolger von Tim Kehler als Cheftrainer bei den Kassel Huskies aus der DEL2. In der Saison 2022/23 war er ab November 2022 erneut Trainer bei den Nottingham Panthers, anschließend wurde er Cheftrainer bei den Dresdner Eislöwen aus der DEL2. Dort folgte die Entlassung im November 2023.

## Erfolge und Auszeichnungen
| - 1994 J.-Ross-Robertson-Cup-Gewinn mit den North Bay Centennials - 1994 OHL First All-Rookie Team - 1998 Gewinn des Terry Cups und des Colonial Cups der United Hockey League mit den Quad City Mallards - 2004 ECHL Defenceman of the Year - 2004 ECHL First All-Star Team - 2005 ECHL Second All-Star Team - 2007 Playoff-Sieger der Elite Ice Hockey League mit den Nottingham Panthers - 2008 Gewinn des Challenge Cups der Elite Ice Hockey League mit den Nottingham Panthers - 2008 Bester defensiver Vorbereiter und Scorer der EIHL und Mitglied des Second-All-Star-Teams - 2009 Bester defensiver Vorbereiter der EIHL und Mitglied des Second-All-Star-Teams - 2010 Gewinn des Challenge Cups der Elite Ice Hockey League mit den Nottingham Panthers - 2011 Playoff-Sieger und Gewinn des Challenge Cups der Elite Ice Hockey League mit den Nottingham Panthers | - 2011 Bester defensiver Vorbereiter und Scorer der EIHL und Mitglied des Second-All-Star-Teams - 2012 Playoff-Sieger und Gewinn des Challenge Cups der Elite Ice Hockey League mit den Nottingham Panthers - 2012 Bester defensiver Vorbereiter der EIHL und Mitglied des First-All-Star-Teams - 2013 Britischer Meister, Playoff-Sieger und Gewinn des Challenge Cups der Elite Ice Hockey League mit den Nottingham Panthers - 2014 Gewinn des Challenge Cups der Elite Ice Hockey League mit den Nottingham Panthers (als Cheftrainer) - 2016 Gewinn des Challenge Cups der Elite Ice Hockey League mit den Nottingham Panthers (als Cheftrainer) - 2017 Aufstieg in die Division I, Gruppe A, bei der Weltmeisterschaft der Division I, Gruppe B (als Assistenztrainer) - 2018 Aufstieg in die Top-Division bei der Weltmeisterschaft der Division I, Gruppe A (als Assistenztrainer) |

## Statistik
(Stand: Ende der Saison 2012/13)